# خانه دریکوندی
خانه دریکوندی مربوط به دوره قاجار است و در دزفول، محله لوریان واقع شده و این اثر در تاریخ ۱۷ اسفند ۱۳۸۱ با شمارهٔ ثبت ۷۸۹۷ به‌عنوان یکی از آثار ملی ایران به ثبت رسیده است.